# 文井駅 (黄海南道)
文井駅（ムンジョンえき）は朝鮮民主主義人民共和国黄海南道海州市に位置する朝鮮民主主義人民共和国鉄道省の駅である。